# Rhodine bitorquata
Rhodine bitorquata är en ringmaskart. Rhodine bitorquata ingår i släktet Rhodine och familjen Maldanidae. Inga underarter finns listade i Catalogue of Life.